# هوزان محمود
هوزان محمود (به انگلیسی: Houzan Mahmoud) (زاده ۱۹۷۳ (میلادی)) فعال حقوق زنان و ضد جنگ کرد عراقی است و از مشهورترین چهره‌های چپ عراقی در دفاع از حقوق زنان است.